# Émile Sarrade
Émile Sarrade est un joueur français de rugby à XV (et de tir à la corde), né le 10 mars 1877 à Paris et mort le 14 octobre 1953 à Paris ; au poste de seconde ligne en sélection nationale et au Racing club de France.
Avant d'intégrer le Racing, il joue au SCUF, avec Charles Brennus, dont il est le capitaine de 1896 à 1898.
Il est également un membre de l'association d'ex-aviateurs Les Vieilles Tiges.

## Palmarès

### Rugby
- Champion olympique en 1900.
- Champion de France en 1900 et 1902.

### Tir à la corde
- Vice-champion olympique de tir à la corde par équipes en 1900.